# Meerwaldtplantsoen
Het Meerwaldtplantsoen is de officieuze naam van een groenstrook in Amsterdam Nieuw-West.
Het park ligt langs en om een westelijk deel van het voetpad Arthur Meerwaldtpad dat kronkelig parallel aan en ten zuiden van de Burgemeester Vening Meineszlaan loopt. Het pad en indirect ook het plantsoen zijn vernoemd naar verzetsman Arthur Meerwaldt. Meerdere straten, bruggen en pleinen in de buurt zijn verzetsvrouwen en –mannen vernoemd, behalve dan die laan. Het betreft hier een buurtje in Slotermeer dat gebouwd werd in de jaren vijftig binnen het Algemeen Uitbreidingsplan van Cor van Eesteren. Het is dan ook onderdeel van het beschermd stadsgezicht Van Eesteren Buitenmuseum. De groenstrook bleef over als open ruimte tussen de bebouwing. Het werd ingericht door landschapsarchitect Mien Ruys.
Het plan van Van Eesteren bleef bewaard (omliggende woningen kregen stedenbouwkundig en architectonisch Orde 1 mee), maar de inrichting van Mien Ruys bleek begin 21e eeuw niet meer te hanteren. Het plantsoen verzakte en zag er verwaarloosd uit. Daarop werd een landschapsarchitectenbureau ingeschakeld die het plantsoen opnieuw inrichtte naar geldende visies, overigens niet naar ieders smaak. De renovatie vond plaats in de periode tussen 2018 en 2020. Achteraf bleek dat er voor die renovatie (te) veel bomen gekapt moesten worden om het bereikte resultaat te halen. Bovendien bleek ook dat er geen wijziging was opgetreden in de hoeveelheid wateroverlast; het grond waterpeil was bij de renovatie te laag ingeschat. Bomen, die de kap overleefd hadden stonden met hun wortels permanent in het grondwater, hetgeen niet bevorderlijk was voor de leefbaarheid. Met name een beeldbepalende vleugelnoot (Kaukasische vleugelnoot) uit 1971 kreeg het zwaar te verduren. Opnieuw moest er gerenoveerd worden; er werden wadi’s aangelegd, die water vasthouden in natte tijden en afstaan in droge tijden. Niet veel later werd er in het plantsoen onder andere de reuzenzwam aangetroffen. Die laatste was al zichtbaar tussen het gras, hetgeen zeker inhoudt dat de omringende bomen al aangetast zijn.   
In de noordelijk zoom van het plantsoen werd in 2020 het beeld Manna van Ram Katzir geplaatst.

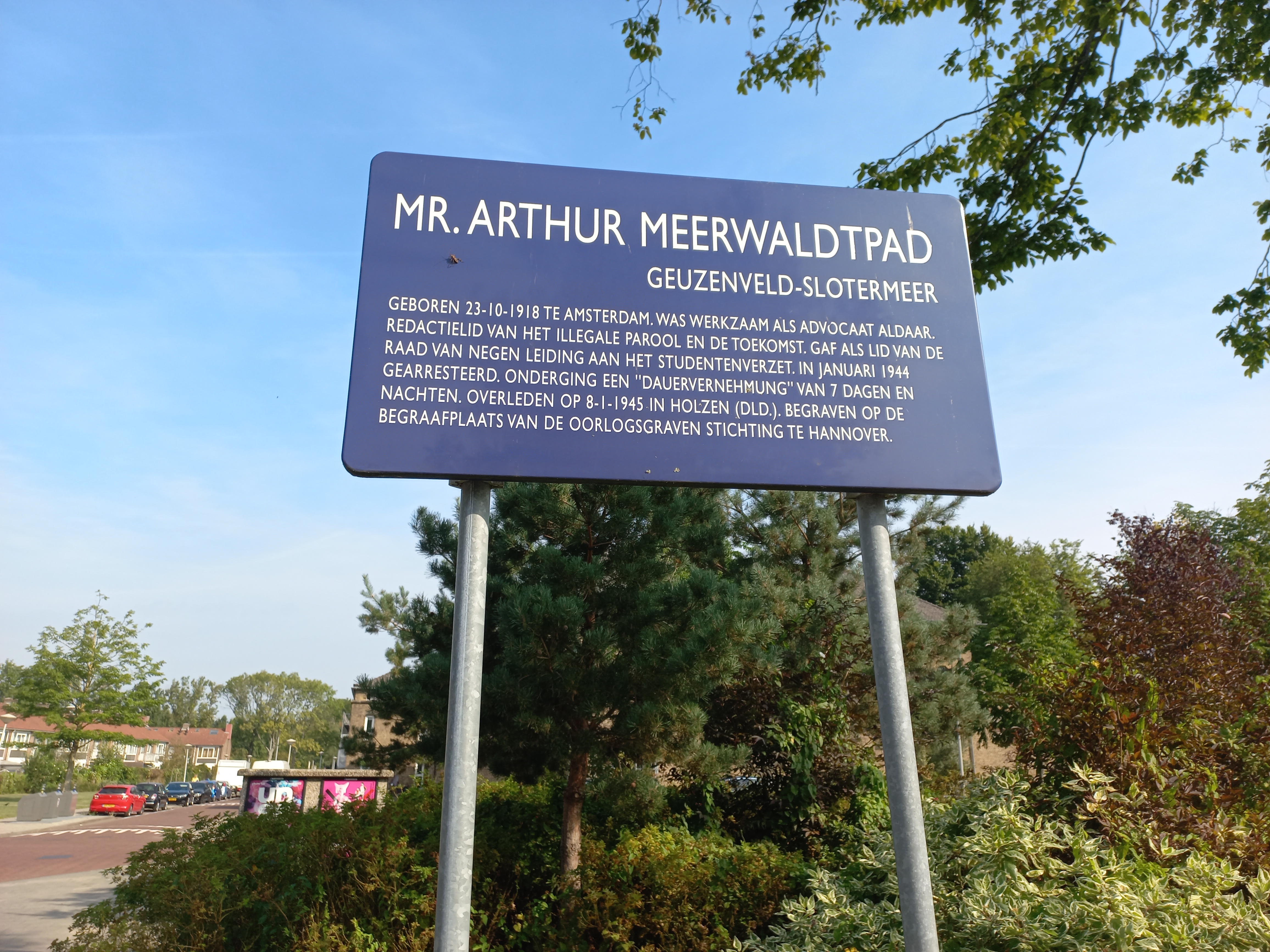
Infobord over tenaamstelling (september 2022)